# Dolmen im Département Lot
Die Dolmen im Département Lot (Frankreich) sind zumeist kleine, rechteckige Anlagen des Typs „Dolmen simple“. Die Kammer wird durch seitliche Orthostaten, eine Endplatte und eine Deckenplatte begrenzt. Die Dolmen liegen direkt auf dem Felsuntergrund, wobei die Orthostaten in Risse eingesetzt werden, die je nach Erfordernis erweitert oder verfüllt werden. Der Kammerboden ist manchmal gepflastert. Das Pflaster besteht entweder aus einer einzelnen Platte oder aus Opus incertum. Dolmen ist in Frankreich der Oberbegriff für neolithische Megalithanlagen aller Art (siehe: Französische Nomenklatur).

Dolmen im Département Lot
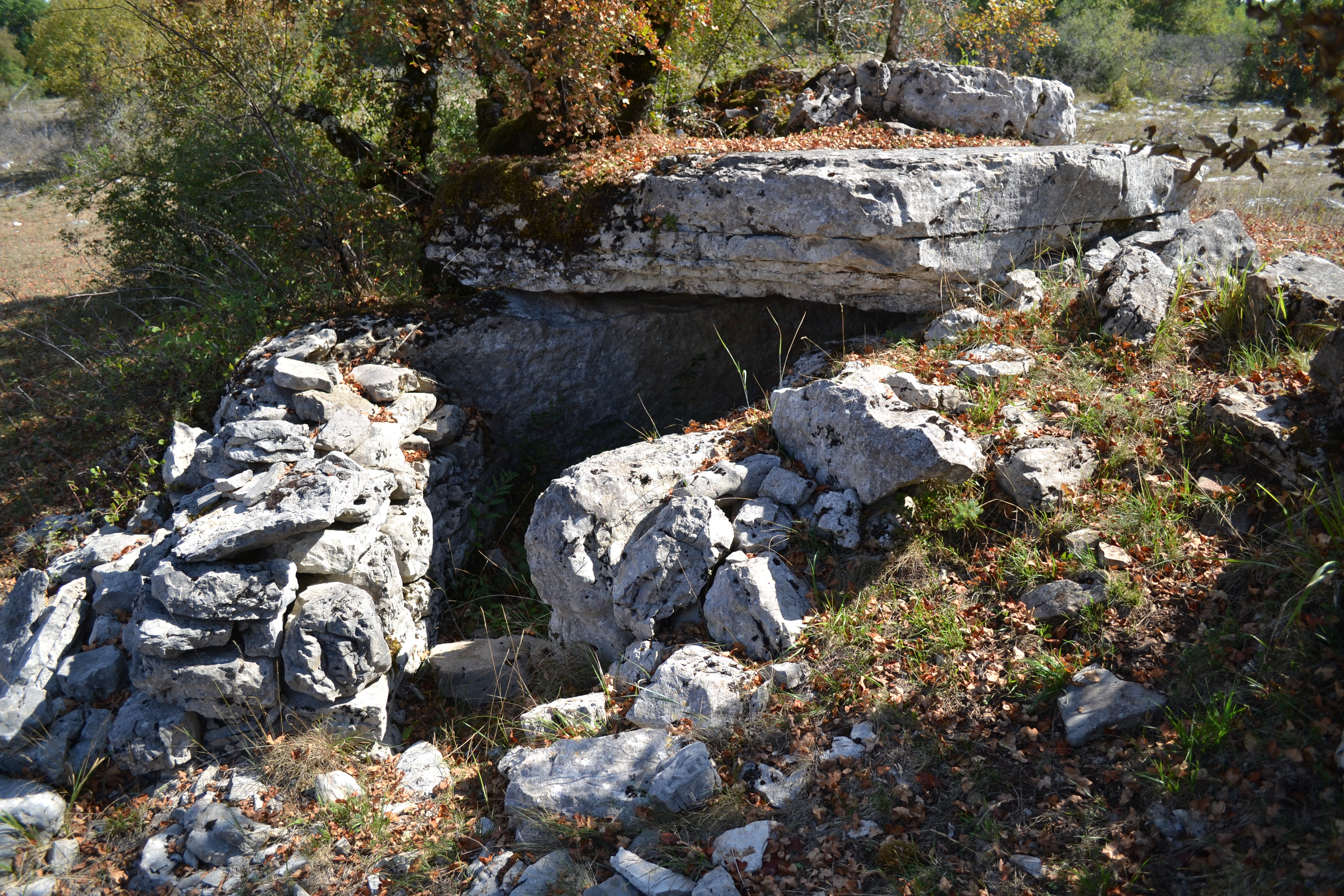
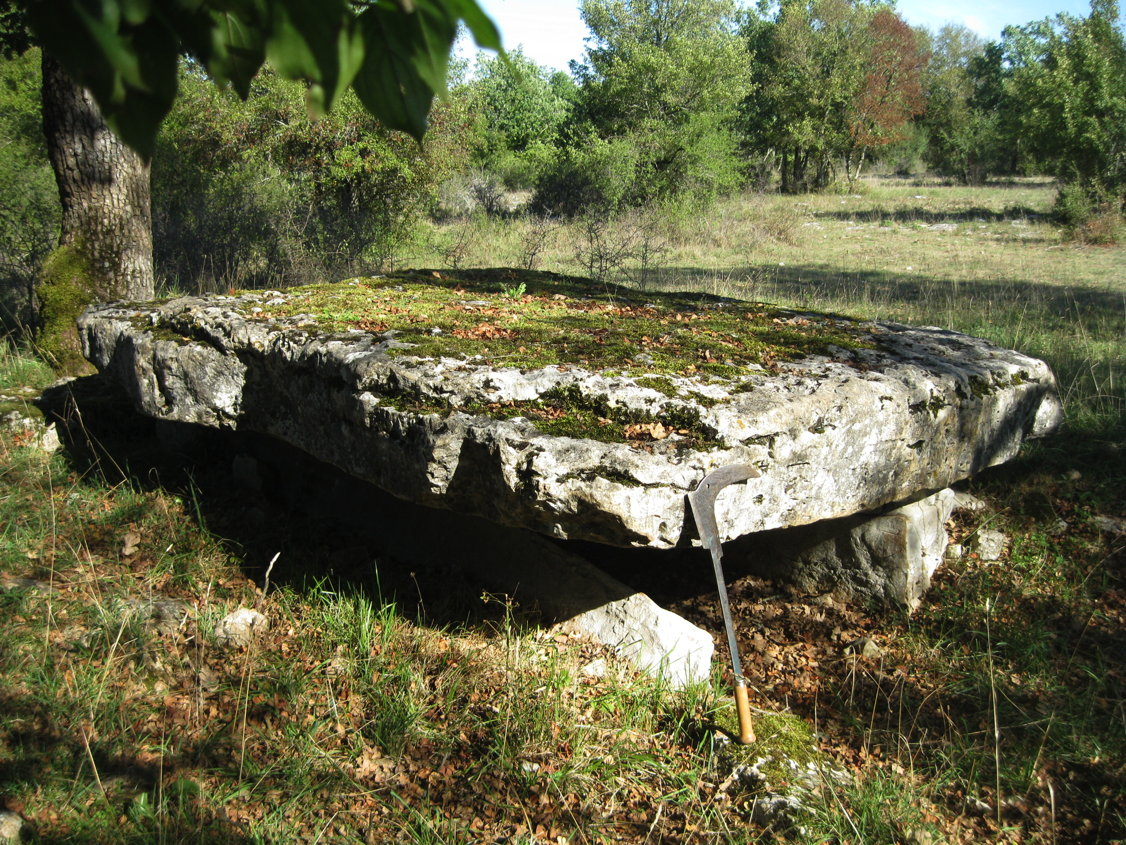
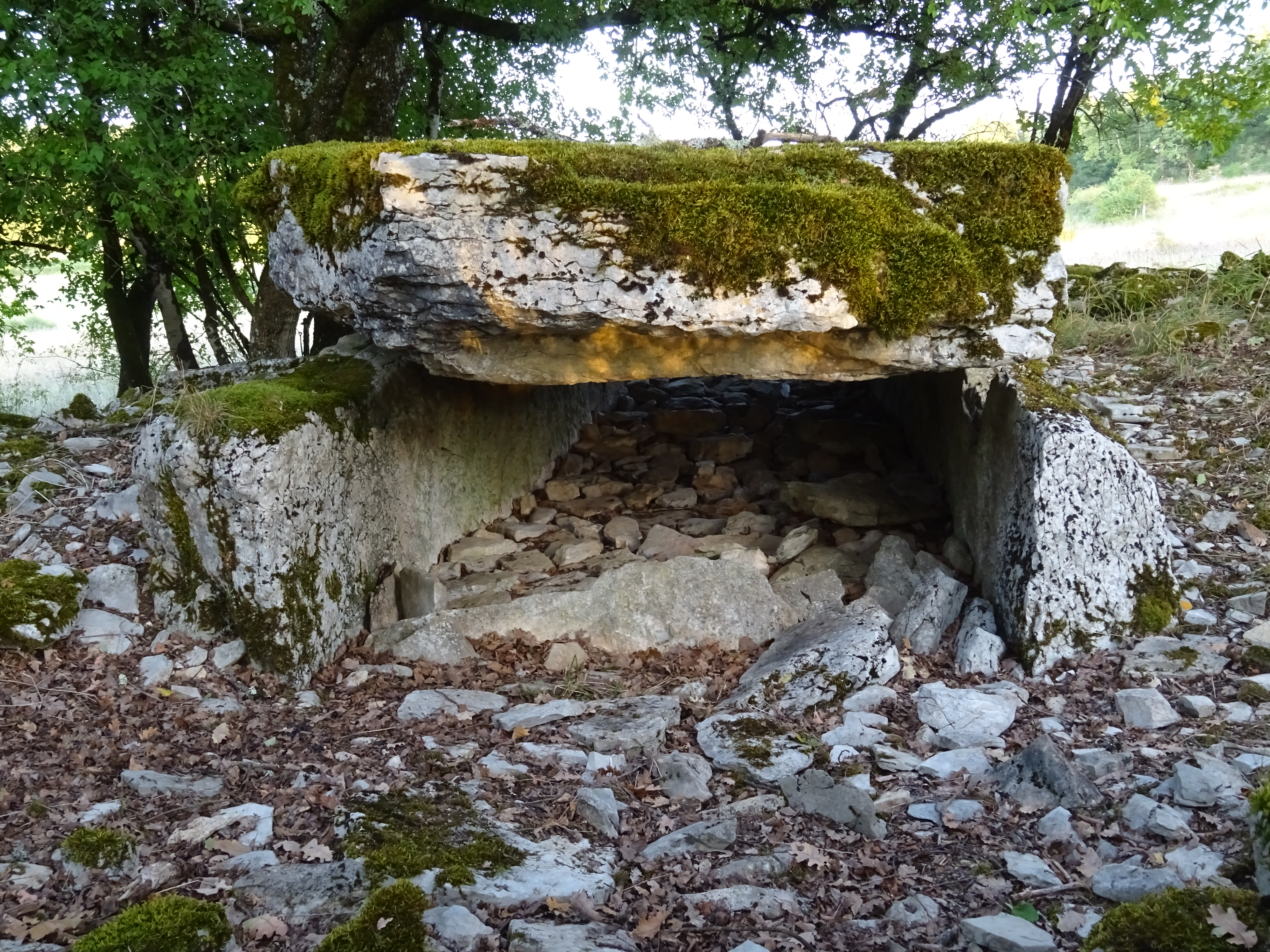
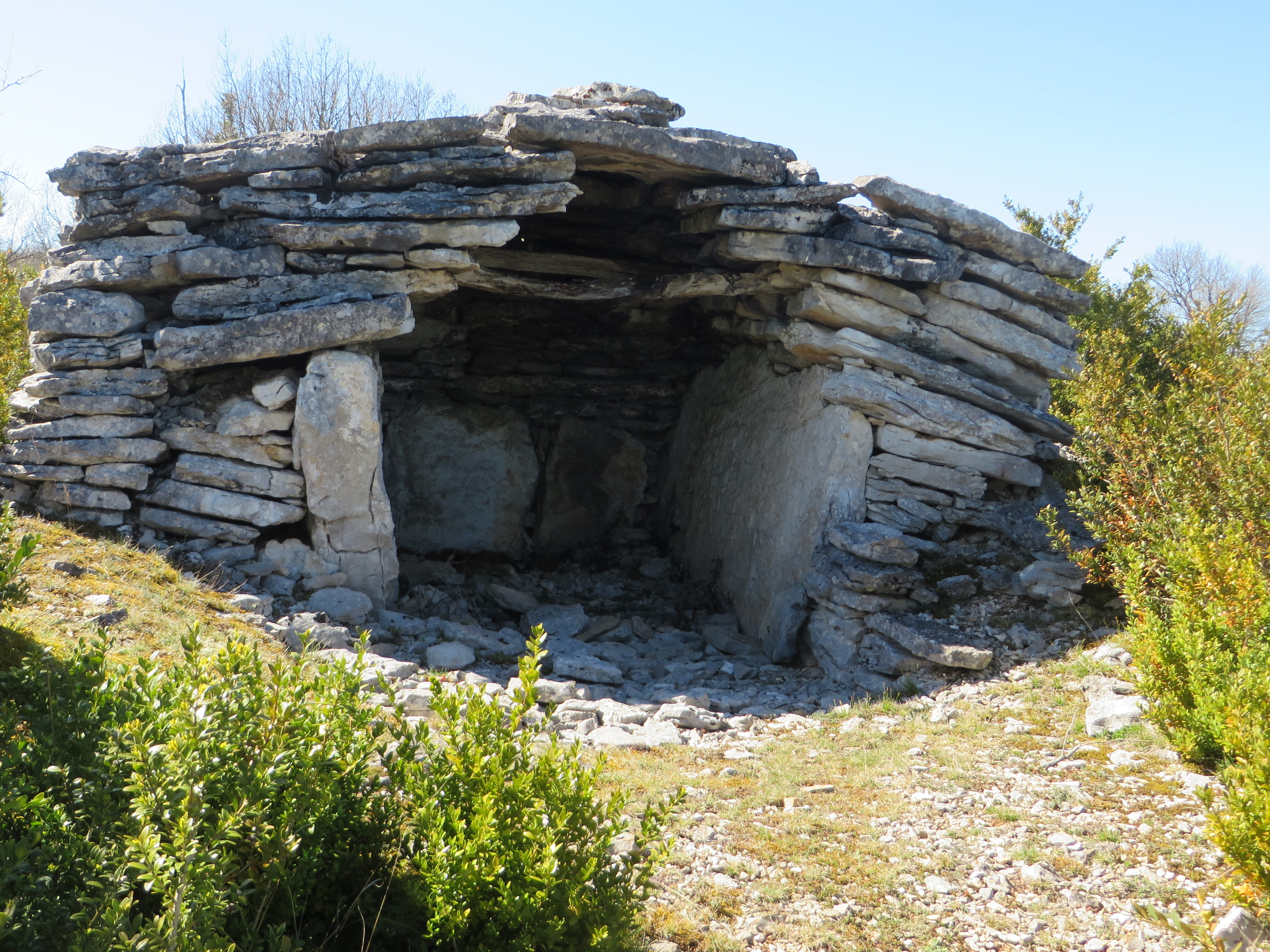
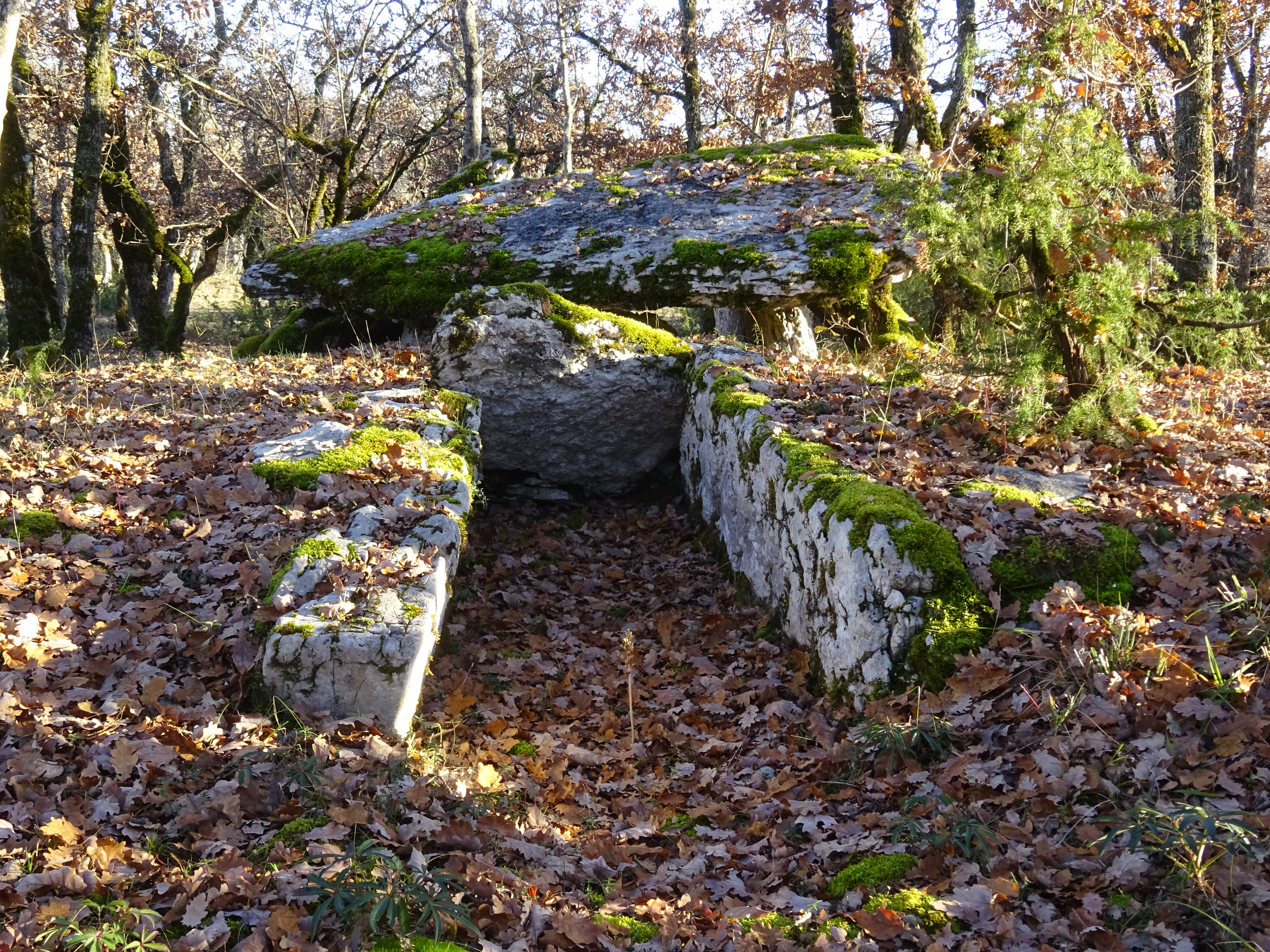

Über die Grundarchitektur hinaus sind in begrenzter Anzahl zu beobachten:
- Doppeldolmen: (französisch Dolmen double) Zwei Kammern ungleicher Größe, deren Orthostaten ebenfalls unterschiedlich sind, liegen gemeinsam unter einem Cairn oder Tumulus (Dolmen de La Borie Grande bei Durbans, Dolmen des Igues de Magnagues; bei Carennac);
- Dolmen mit Nebenkammern: Zwei Kammern, die in der Regel durch einen Gang getrennt sind, unter demselben Hügel (Dolmen des Places – auch Dolmen de Salers; bei Théminettes).
- Dolmen mit Gang oder Vorraum: Vor der Kammer liegt ein kleiner, ungedeckter Vorraum (eine Ante) aus senkrechten Platten, die kleiner sind als die Orthostaten der Kammer (Dolmen von Gabaudet bei Issendolus);
- Dolmen mit seitlichem Zugang oder Knickdolmen, bei denen eine Platte den Zugang neben die Achse verlegt. (Dolmen des Escabasses bei Flaujac-Gare, Dolmen des Cloups bei Ginouillac);
- Dolmen mit anikonischer Stele: Der Zugang ist mit einer kleinen Stele versehen, die vor einem der Orthostaten steht (Dolmen du Rat bei Saint-Sulpice, Dolmen du Roucadour bei Thémines und Dolmen du Pech d’Arsou bei Corn).

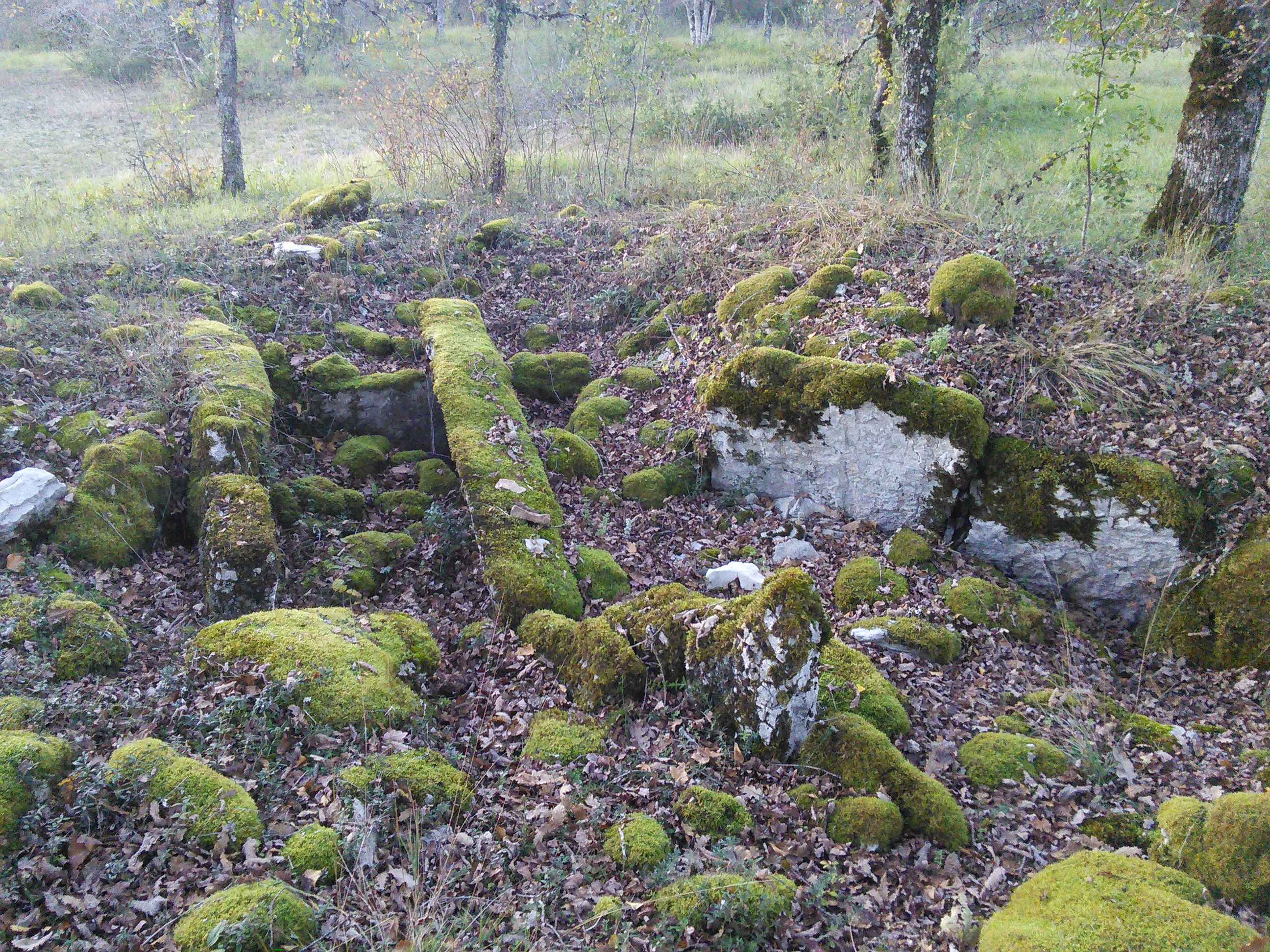
Dolmen de Salers

Dolmenunikate deren Architektur, auf einen Einzelfall beschränkt ist.
- Dolmen von Candare
- Dolmen aus Trockenmauerwerk (Dolmen de la Plogne in Cajarc, Dolmen Pech Roubert in Montbrun (Lot), Dolmen de Mas del Duc in Souillac),
- Dolmen mit Seelenloch (Dolmen du Pech (Grammont)) bei Gramat.

Der Deckstein der Dolmen kann mit einem oder mehreren Schälchen (französisch Pierres aux écuelles) oder pierre à cupules versehen sein. Ihre Größe kann die eines kleinen Beckens erreichen. Sie sind entweder Folge einer künstlichen Aushöhlung, der Ausdehnung einer natürlichen Höhle oder der natürlichen Erosion des Kalksteins.

## Wiederverwendung und Zerstörung

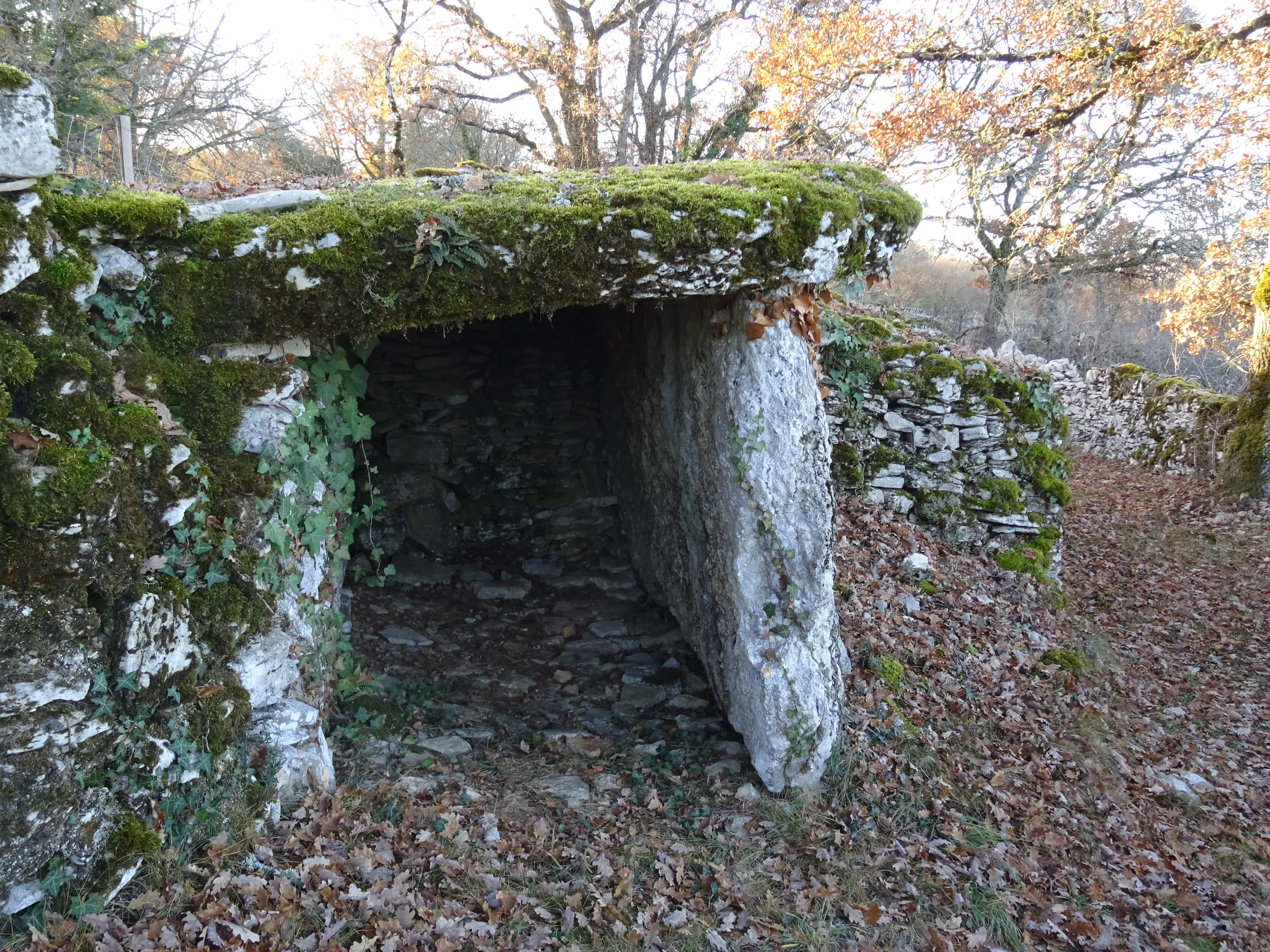
Dolmen de Place del Sol

Wie überall in Frankreich war auch in Lot die Zerstörung von Megalithen aus verschiedenen Gründen üblich:

### Zerstörung

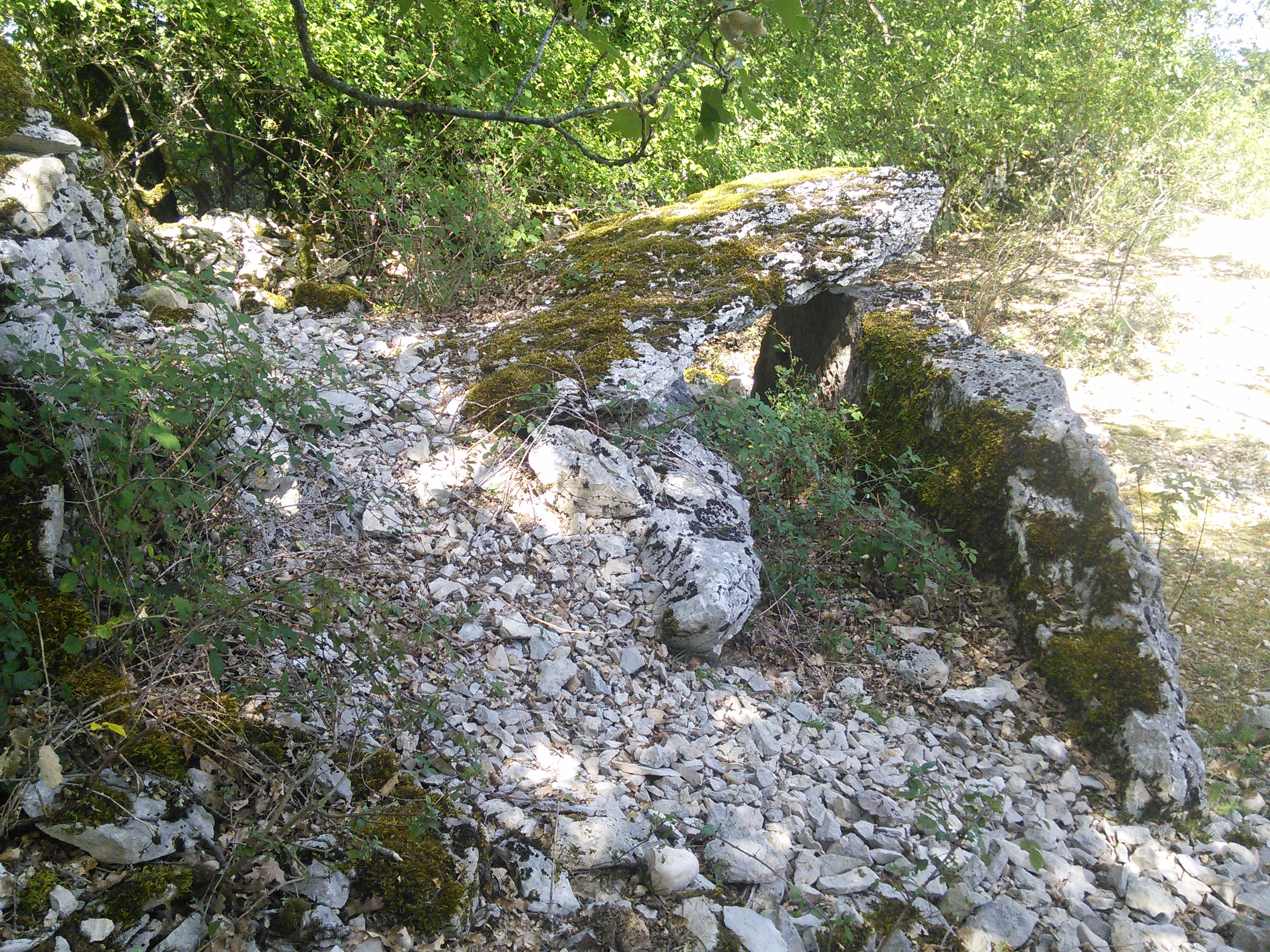
Dolmen Vandourgues

- Wenn sich Dolmen auf Feldern befinden und die Kulturen behindern, kann dies ihre Zerstörung zur Folge haben (Dolmen von Siran in Loubressac).
- Ein Brauch, der nach wie vor praktiziert wird, ist es, die Steine des Cairn auf dem Dolmen (Dolmen du Verdier-Petit in Durbans) oder auf dem Tumulus (Dolmen Peyrefit in Espédaillac) aufzuhäufen. Im ersten Fall kann der Dolmen unter dem Gewicht zusammenbrechen, im zweiten Fall wird die Form des Tumulus unkenntlich;
- Ausgrabungen, die im 19. Jahrhundert unsachgemäß durchgeführt wurden;
- Demontage eines Dolmens zur Wiederverwendung von Platten (La Jalie und Mas du Breuil in Saint-Sulpice, Dolmen Vandourgues in Gréalou);
- Zerstörung in Folge einer Schatzsuche (Autoire Dolmen, Menhire Belinac No. 2),
- religiöser Fanatismus (Lemboulas Valley)
- moderne Unachtsamkeit (Dolmen von Pierre-Levée in Assier, Camp Viroulou in Alvignac, Dolmen des Pierre-Levée in Saint-Chels, Pierre-Levy von Cayre in Gréalou).

### Wiederverwendung
- Die Nutzung eines Dolmen als landwirtschaftlicher Schutzbau (Stall) oder die Aufnahme in eine Feldbegrenzung führen allmählich dazu seine Struktur signifikant zu verändern; (Dolmen von Place del Sol in Espédaillac und Dolmen von Fourques Hautes in Brengues)
- Wiederverwendung für Bestattungen in der Eisenzeit oder in der Antike;